# Andreas Däscher
Andreas Däscher (Clavadel, 9 giugno 1927 – Meilen, 4 agosto 2023) è stato un saltatore con gli sci svizzero.

## Biografia
Nacque a nel paese di Clavadel, nel comune di Davos. Suo padre Hans Däscher, era cantoniere a Davos, e di Ursina Däscher, nata Nerina Mottolini, cittadina italiana. Anche suo fratello, Hans Däscher, fu saltatore con gli sci di caratura internazionale, rappresentando la Svizzera ai Giochi olimpici di Oslo 1952.
Divenne noto soprattutto per aver sviluppato lo stile parallelo, o tecnica Däscher, negli anni cinquanta del XX secolo. Questa tecnica è stata ampiamente utilizzata durante il salto con gli sci fino all'inizio degli anni novanta.
Questa tecnica era la tecnica standard fino a quando lo stile V fu sviluppato da Jan Boklöv nel 1985. La tecnica Daescher sostituì la tecnica Kongsberger sviluppata da Jacob Tullin Thams e Sigmund Ruud (entrambi norvegesi) dopo la prima guerra mondiale a Kongsberg. Assieme ad Andreas Däscher, il saltatore con gli sci tedesco Erich Windisch è accreditato per aver sviluppato nel 1949 una tecnica di salto in cui le braccia sono leggermente arcuate e rivolte verso il basso, denominata come stile di salto aerodinamico rinnovato, tecnica utilizzata nelle competizioni d'élite per oltre 30 anni.
Rappresentò la Svizzera ai quattro edizioni consecutive dei Giochi olimpici invernali da Sankt Moritz 1948 al Squaw Valley 1960, a quest'ultima edizione fu portabandiera durante la cerimonia d'apertura. Si classificò 17º a Sankt Moritz 1948, 16º a Oslo 1952, 6º a Cortina d'Ampezzo 1956 e 20º a Squaw Valley 1960.
Il 3 marzo 1950 stabilì il record mondiale di salto con gli sci a 130 metri (426,5 piedi) sulla Heini-Klopfer-Skiflugschanze ad Oberstdorf, nella Repubblica Federale di Germania, detenuto per un brevissimo periodo di tempo.
Fu per nove volte campione svizzero.
Dopo il ritiro esercitò la professione di idraulico e tecnico di impianti di riscaldamento a Meilen.